# Новий Караул
Новий Карау́л (рос. Новый Караул) — присілок в Красногорському районі Удмуртії, Росія.

## Населення
Населення — 66 осіб (2010; 94 в 2002).
Національний склад станом на 2002 рік:
- удмурти — 59 %
- росіяни — 41 %